# مصطفى بن محمد الخطيب
مصطفى بن محمد الخطيب، ينحدر من الأسر التي كان لها شأنٌ عظيم في تجارة البحر الأحمر، ومن الذين تقلدوا منصب قائم مقام ينبع في العهد السعودي.

## نشأته
هو مصطفى بن محمد بن مصطفى بن محمد بن سليمان بن عبد العزيز الهاشمي نسباً، ولد في مدينة ينبع البحر عام 1300 هـ، من أسرة كان لها دورٌ كبير في تجارة موانئ البحر الأحمر، حيث كان والده وأجداده من تجار المدينة وكان أجداده يستقرون في عين الأراك بينبع النخل، وكانت هذه العيون أموال جدهم الخليفة علي بن أبي طالب رضي الله عنه، وتعلم مصطفى الخطيب في ينبع البحر القراءة والكتابة على يد قاضي ينبع عثمان خلاف كما تعلم فن خط الكتابة على يد أحد الخطاطين الأتراك، وكما تعلم مبادئ اللغة الإنجليزية في الهند حيث كان يرافق شقيقه موسى اثناء رحلاته التجارية التي تستمر لشهورٍ عدة.

## مناصبه التي تقلدها
- صدر الأمر السامي من الباب العالي بالأستانة بتعيينه مديراً عاماً للسوقيات أي إدارة تموين الجيش في عام 1326 هـ مع قائم مقام ينبع بشير السعداوي حتى عام 1335 هـ، وقد أخذ في تسيير أمور ينبع؛ فأفتتح أول مدرسة في ينبع عام 1327 هـ، وعين المعلم خليل الحوار مدرساً بها، وساهم أيضاً بالتدريس
- حين تنازل الحسين بن علي لأبنه بالملك وتسلمت ينبع لجيش الملك عبد العزيز وصلت برقية من الملك عبد العزيز إلى الأمير سعود تفيد بأن يبقى مصطفى الخطيب في مكانه كقائم مقام حتى عام 1349 هـ حين أمر الملك عبد العزيز بتعيينه في التشكيل الثاني لمجلس الشورى
- في بداية العهد السعودي كتب مصطفى الخطيب إلى الملك عبد العزيز يخبره بضرورة تأسيس مقطرة في ينبع نظراً لحاجة النازلين من حجاج مصر والشام والمغرب حين الذهاب والأياب؛ فما كان من الملك إلا أن أمر بتأسيس مقطرتين في كل من ينبع وجدة وتم تركيبهما في عام 1347 هـ، وكانت تعمل هذه الكنداسات بالفحم الحجري، وكانت تُخرج في كل يوم 200 طن من المياه المقطرة، وكانت المياه تُباع على السقاة بسعر التكلفة، وكان كبير مهندسيين الكنداسة حسن الهندي يساعدهُ ابنه عبد الغفور، وقد حاول وزير المالية الشيخ عبد الله السليمان الاستعاضة عن الفحم الحجري بالحطب لاستعماله في أفران الكنداسة.
- في يوم الجمعة الموافق 1 ربيع الأول من عام 1349 هـ صدر الأمر الملكي بتعيين مصطفى الخطيب عضواً في مجلس الشورى في التشكيل الثالث تحت رئاسة الأمير فيصل بن عبدالعزيز نائب جلالة الملك في الحجاز، وقد استمر مصطفى في العمل بمجلس الشورى حتى عام 1351 هـ بعد أن استئذن الملك عبد العزيز بالعودة إلى ينبع.
- في عام 1359 هـ توفي رئيس بلدية ينبع محمود عبد الواحد؛ فأمر نائب جلالة الملك في الحجاز الأمير فيصل بتعيين مصطفى الخطيب رئيساً لبلدية ينبع، في الوقت الذي اشتعلت فيه الحرب العالمية الثانية وتوقفت حركة ميناء ينبع، وركدت التجارة، وقد حرص الملك عبد العزيز بتوريد التموين إلى مدينة ينبع، وتأسيس مباسط للتموين لبيع المواد الغذائية من سكر وشاي وقمح الذي كان يصنع منه الخبز.[3]

## وفاته
توفي رحمهُ الله في اليوم الخامس من ذي القعدة عام 1372 هـ.

## انظر ايضاً
- ينبع
- عبد العزيز آل سعود

## وصلات خارجية
- «قصور ينبع» عاصرت 5 قرون من الأحداث التاريخية.